# WIG-budownictwo
WIG-BUDOW (lub WIG-Budownictwo) – subindeks giełdowy spółek sektora budowlanych Giełdy Papierów Wartościowych w Warszawie notowany od 31 grudnia 1998.
Najwyższa wartość WIG-Budownictwo: 84 609,76 pkt, 15 stycznia 2007.